# Нора

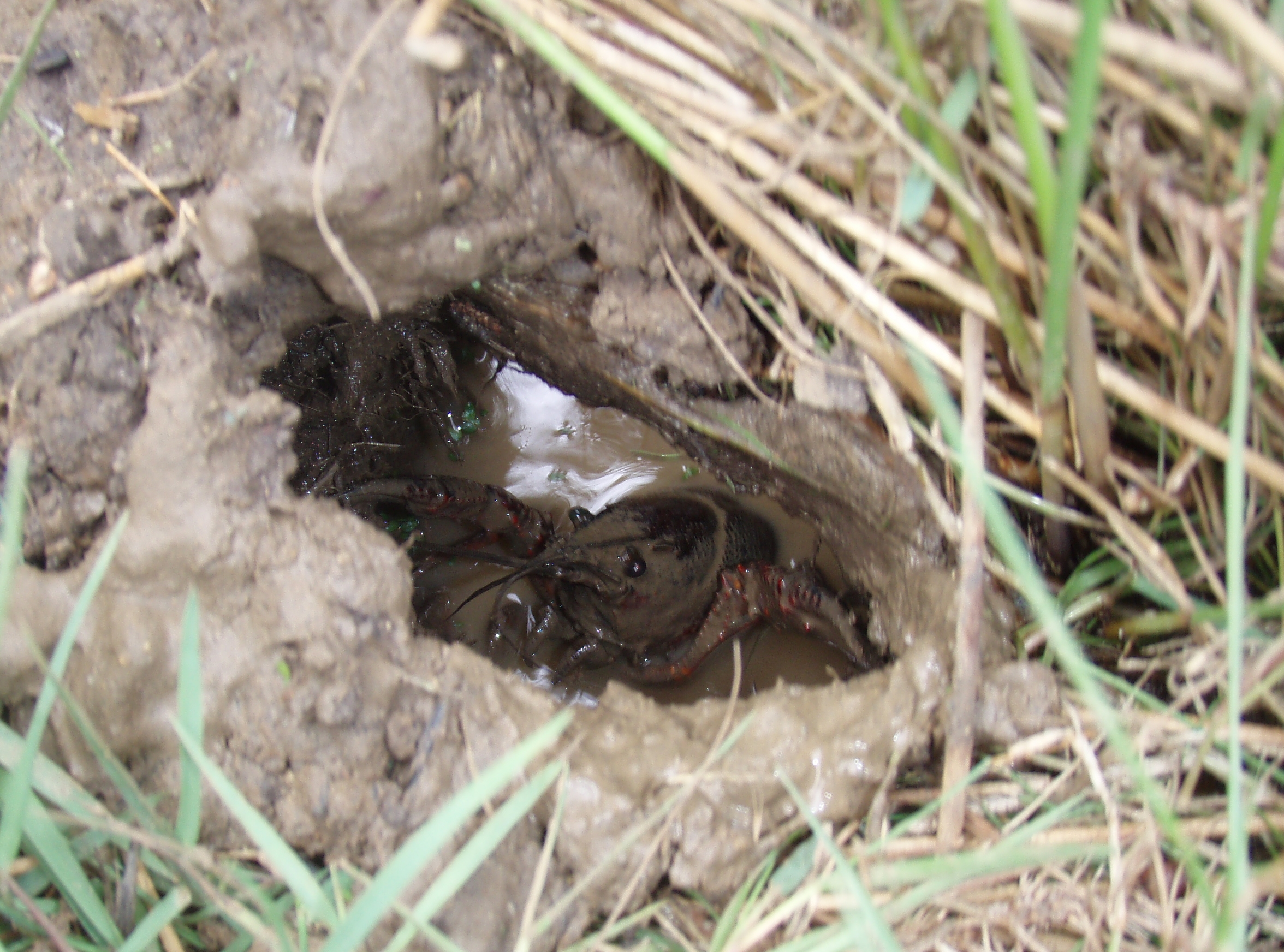
Рак в норе.

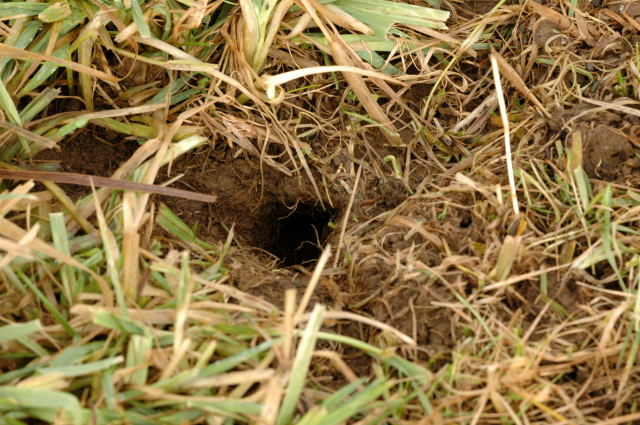
Вход в нору.

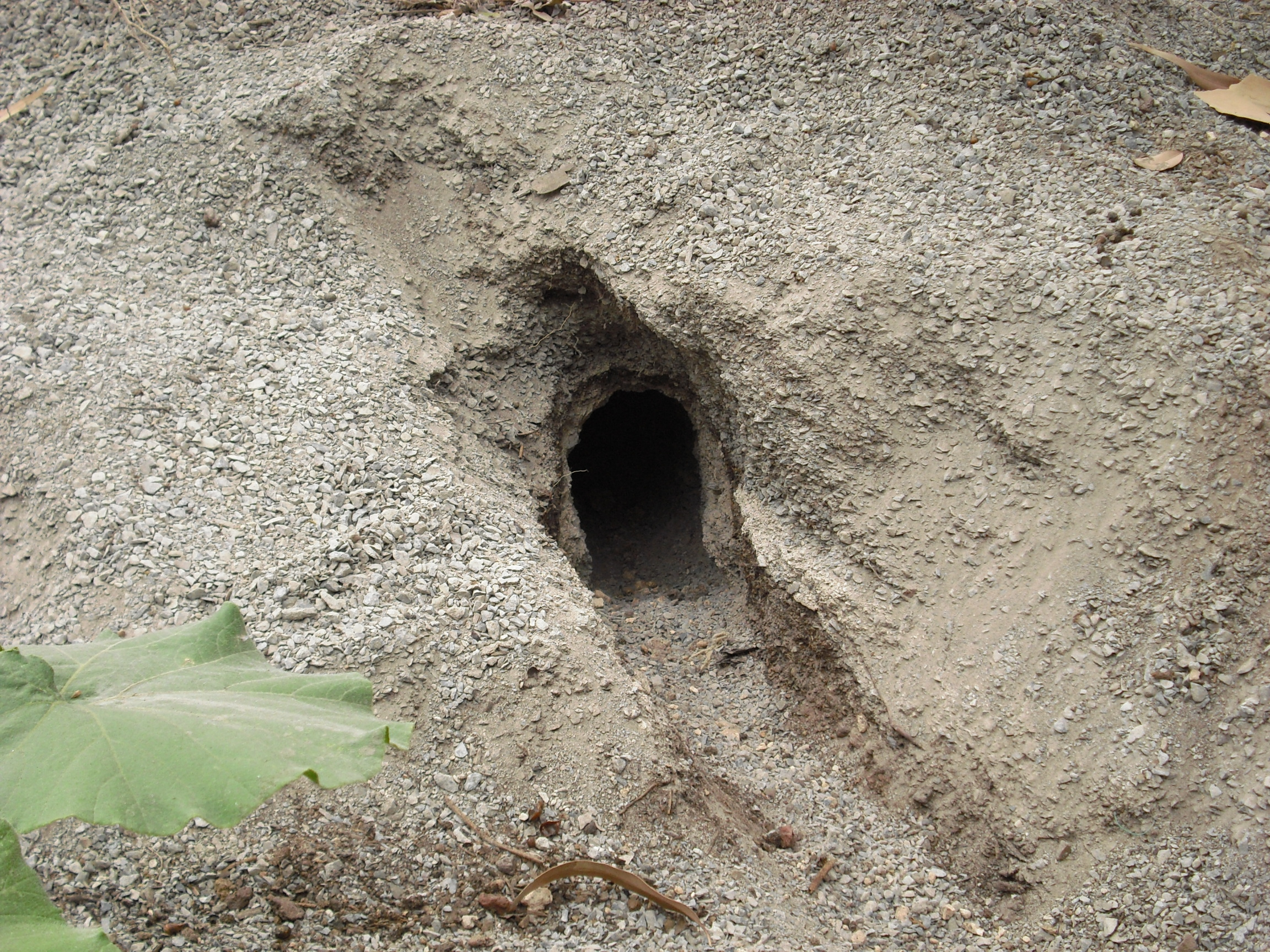
Нора кролика.

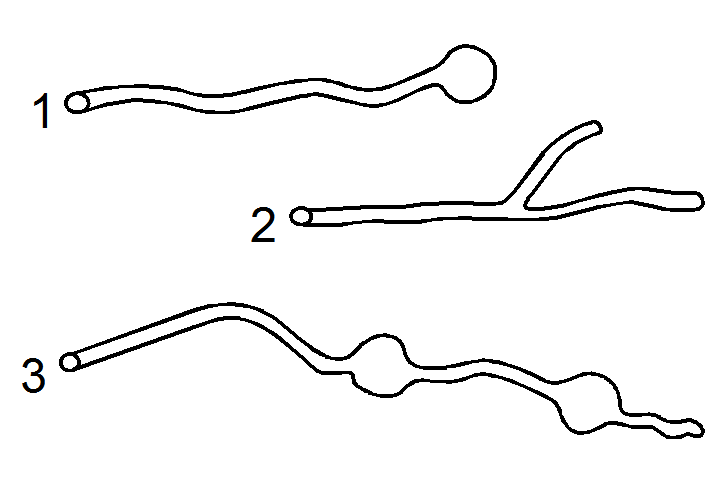
Планы нор хомячков Роборовского (по Формозов, 1929).

Нора́ — тоннель под землей с одним или несколькими ходами наружу, выкопанный животными с целью создания пространства для проживания, временного убежища или просто побочного результата движения в земле. Норы — один из видов защиты от ряда хищников, место для запаса продовольствия, поэтому норный образ жизни широко распространён. В норах живёт целый ряд рыб, земноводных, пресмыкающихся (в том числе небольших динозавров) и птиц, а также многочисленные беспозвоночные, в том числе насекомые, пауки, морские ежи, ракообразные, моллюски и черви. Из млекопитающих в норах живут, например, такие звери, как кролики, суслики; одной из разновидностей нор является берлога медведя.
Норы могут быть построены в самом разнообразном климате из различных материалов: из песка, снега, мягкой почвы. Самые ранние норы были созданы более 245 млн лет назад и были найдены на территории Южной Африки, а на территории Марокко были найдены норы возрастом около 240 млн лет.